# Królowa pszczół (baśń)
Królowa pszczół (Die Bienenkönigin) – baśń braci Grimm opublikowana w ich zbiorze Baśni w 1812 roku (tom 1, nr 62). 

## Treść
Dwaj bracia wyruszyli w świat. Ponieważ długo nie wracali do domu, ich śladem wyruszył trzeci, najmłodszy, którego zwano pogardliwie Głuptaskiem. Głuptasek odnalazł braci i od tej chwili podróżowali razem. W czasie wędrówki bracia napotkali najpierw mrowisko pełne mrówek, potem stado kaczek, a wreszcie duży ul pełen pszczół. Starsi bracia za każdym razem chcieli skrzywdzić spotkane zwierzęta, ale za każdym razem sprzeciwiał się temu Głuptasek. 
Pewnego dnia bracia dotarli do zaczarowanego zamku. Mieszkał w nim karzeł, który ich ugościł. Poinformował ich, że mogą odczarować zamek, jeśli rozwiążą trzy zadania. Ostrzegł ich, że w razie niepowodzenia zostaną zamienieni w kamień. 
Pierwszym zadaniem było wyszukanie tysiąca pereł wśród mchu pod zamkiem, drugim - wyłowienie z jeziora kluczyka do sypialni najmłodszej królewny, a trzecie polegało na tym, że trzeba było odgadnąć, która z trzech uśpionych królewien jest najmłodsza.
Starsi bracia nie zdołali wypełnić żadnego z zadań i zamienili się w kamienie. Głuptaskowi udało się tego dokonać dzięki pomocy przyjaciół, którym kiedyś sam pomógł: mrówki pomogły mu szukać pereł, kaczki kluczyka w jeziorze, a rozpoznać królewnę - pomogła królowa pszczół. Dzięki Głuptaskowi wszyscy w zamku się obudzili. Także jego bracia odzyskali ludzką postać. Głuptasek i bracia ożenili się z królewnami i żyli długo i szczęśliwie.